# Drwinka (dopływ Drwiny Długiej)
Drwinka (nazwa od XX wieku, wcześniej Czerna) – struga wypływająca z osiedla Piaski Nowe, przepływająca przez Kozłówkę, Prokocim oraz Park Jerzmanowskich w Krakowie. W swym górnym biegu stanowi naturalną granicę między Piaskami a Kozłówką. W okolicy około 1200 metrów od źródeł wpada do Drwinki niewielki prawy dopływ mający źródło również na Piaskach. W rejonie ulicy Seweryna Udzieli zostaje zasilona dwoma prawymi dopływami: pierwszy mający źródła około 1,5 km wcześniej obok ulicy Wielickiej pomiędzy osiedlami Nowy Prokocim i Nowy Bieżanów i następny około 150 metrów dalej mający swój początek w okolicach ulicy Jana Korepty przy wiadukcie na odnodze kolejowej do Wieliczki. Po zasileniu tymi dopływami Drwinka przepływa pod torami kolejowymi stacji Kraków-Płaszów, by skończyć swój bieg wpłynąwszy do Drwiny. W przeszłości Drwinka pełniła ważną rolę, płynąc koło znanego szlaku na wschód, po którym pędzono bydło. Jej wody wykorzystywano też w gospodarstwach domowych. 
Drwinka należy do dorzecza Wisły. W dolinie Drwinki żyje kilka gatunków ptaków m.in. dzięcioł zielony czy sowa uszata.
Obecnie dzięki uchwale Rady Miasta Krakowa realizowany jest projekt „Park Rzeczny Drwinka”.

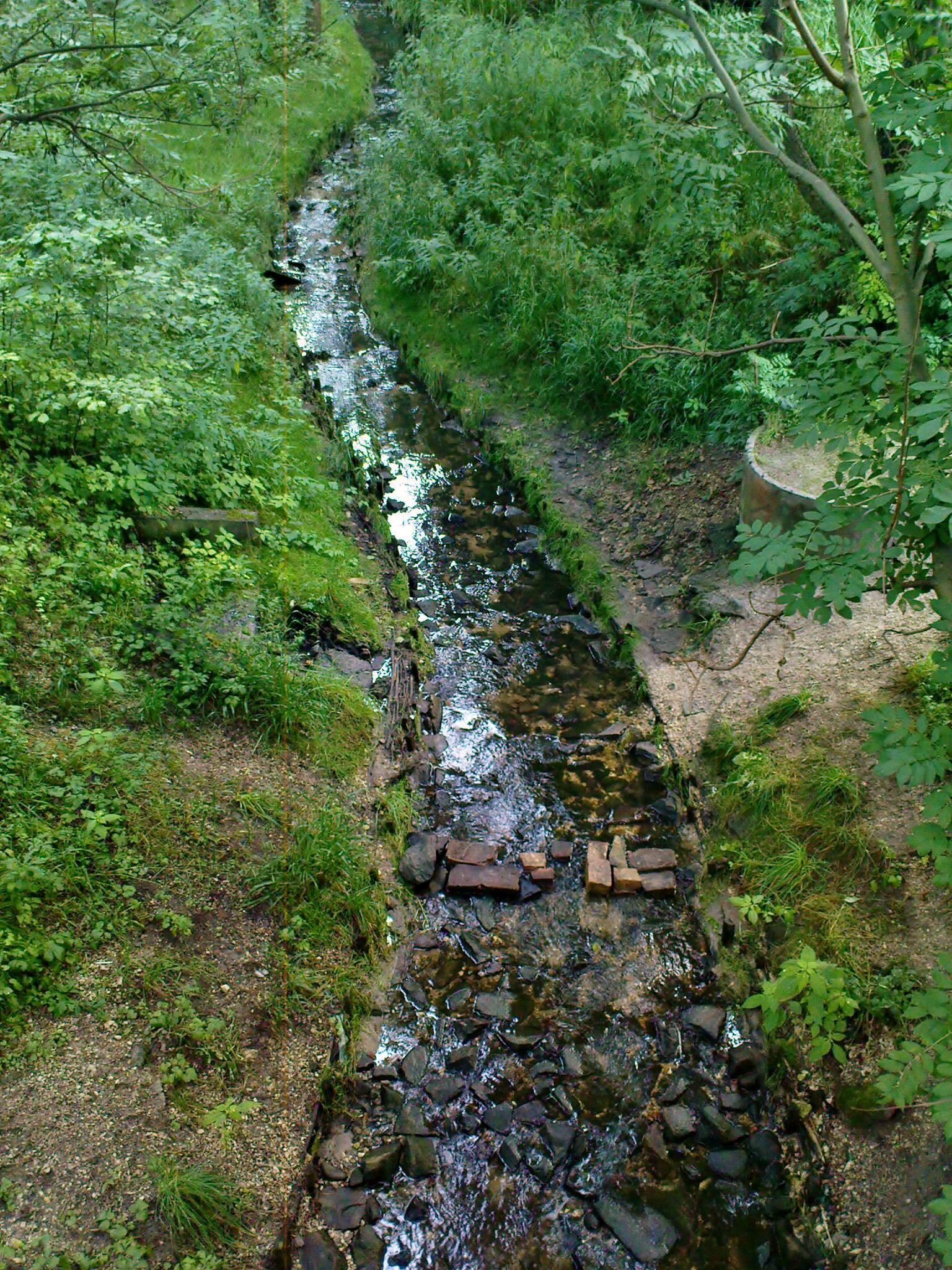
Uregulowane i wzmocnione faszyną koryto Drwinki na granicy osiedla Kozłówek i Piaski około 700 metrów od źródeł.
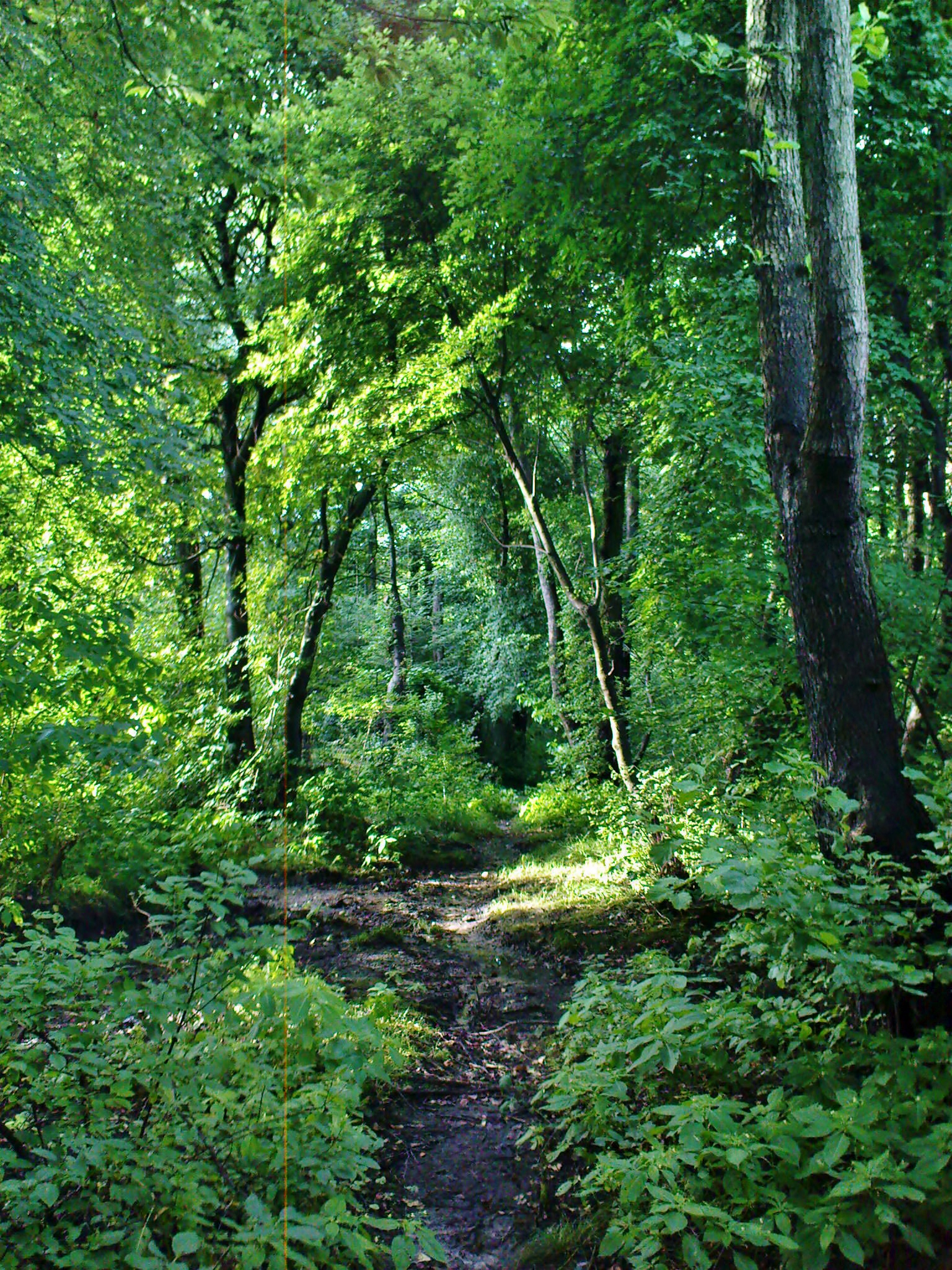
Okolice źródeł Drwinki
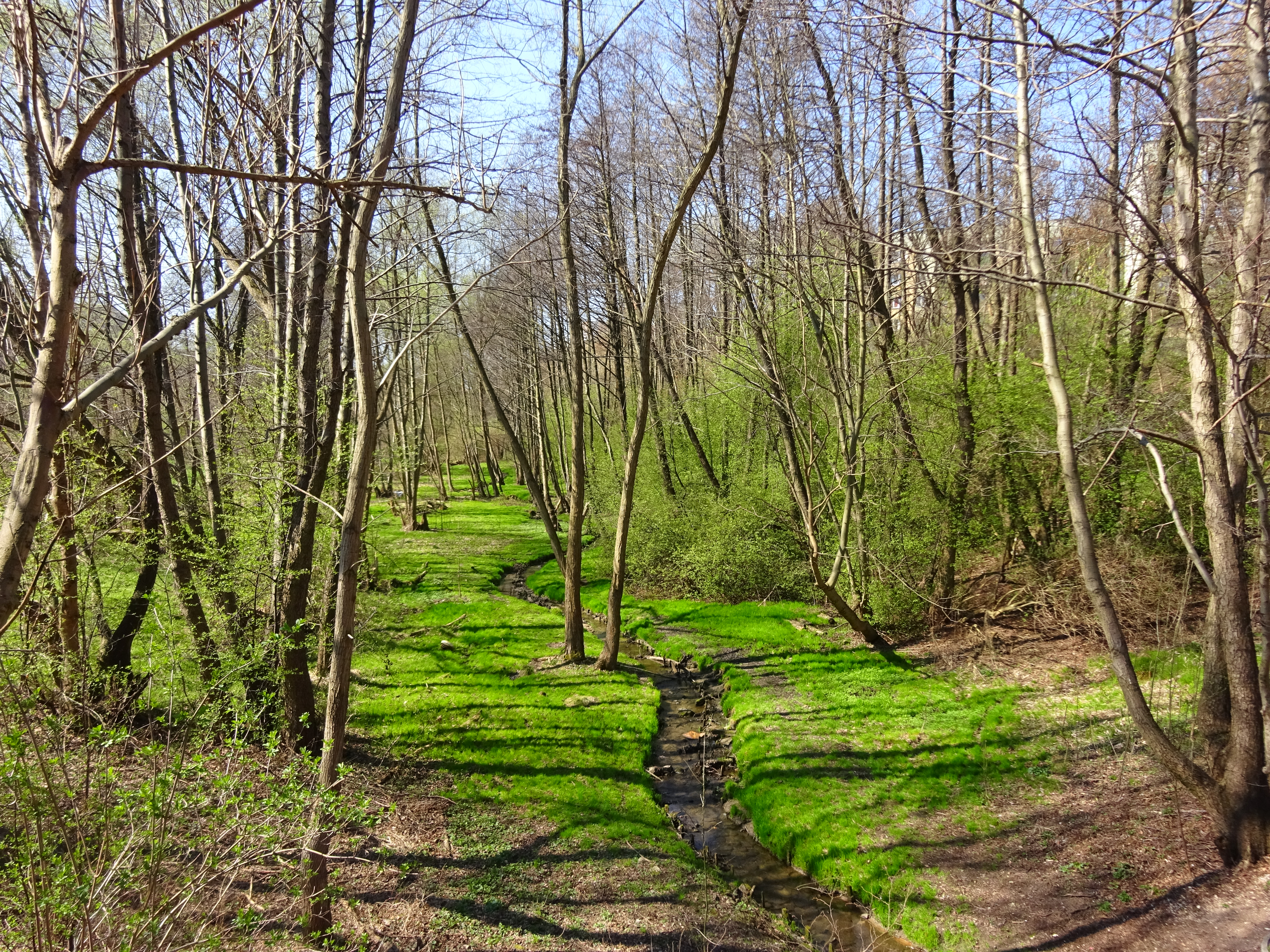
Dolina rzeczki Drwinki wiosną, widziana z mostku, łączącego ulice Facimiech i Podlesie, na wysokości osiedla na Kozłówce
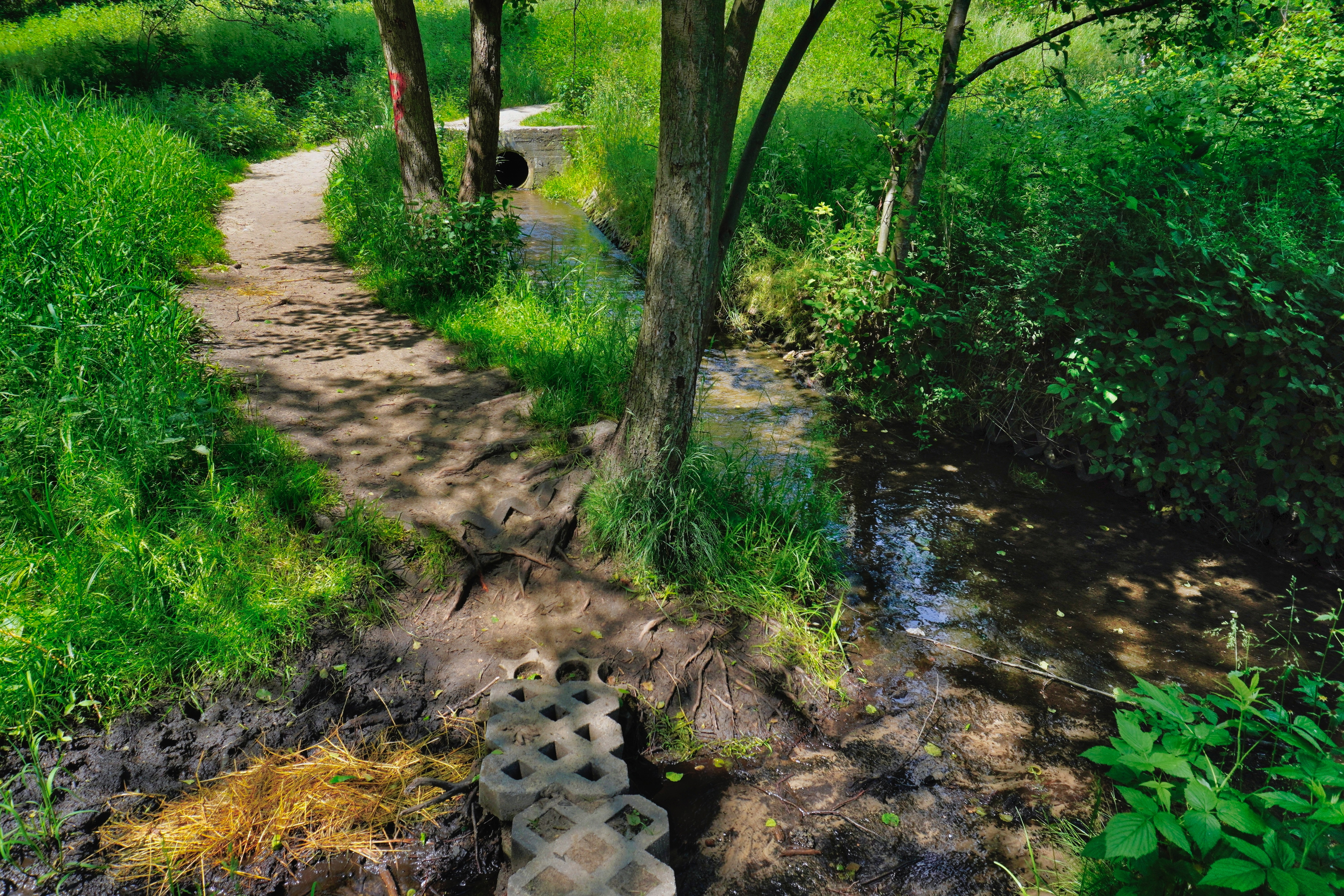
Obszar źródliskowy, łączące się cieki źródłowe Drwinki